# Quincy-le-Vicomte
Quincy-le-Vicomte är en kommun i departementet Côte-d'Or i regionen Bourgogne-Franche-Comté i östra Frankrike. Kommunen ligger i kantonen Montbard som tillhör arrondissementet Montbard. År 2022 hade Quincy-le-Vicomte 207 invånare.

## Befolkningsutveckling
Antalet invånare i kommunen Quincy-le-Vicomte
Referens:INSEE